# Хуанде Рамос
Хуан де ла Крус Рамос Кано (на испански: Juan de la Cruz Ramos Cano) или по-известен като Хуанде Рамос е испански футболист и треньор.

## Биография
Роден е на 25 септември 1954 в Педро Муньос, Испания. Като футболист кариерата му преминава през малки испански отбори – Елче, Алкояно, Линарес, Елденсе, Аликанте, Дения . Играе като халф, но на 28-годишна възраст се отказва поради контузия в коляното.

## Треньорска кариера
Започва като треньор в тима на Алкояно през 1993 година и се изкачва в професията като преминава през клубовете на Леванте, Логронес, Барселона Б, Леида, Райо Валекано, Реал Бетис, Еспаньол и Малага преди да постигне големите си успехи с отбора на Севиля. Още през първия си сезон начело на тима печели Купата на УЕФА след победа на финала срещу Мидълзбро с 4:0. Завоювана е и Суперкупата на УЕФА след нова разгромна победа – този път над Барселона с 3:0. През сезон 2006/07 печели Купата на УЕФА за втори пореден път. Победен е Еспаньол след изпълнение на дузпи. Успява да изведе Севиля същия сезон до трето място в Примера дивисион и така да ги класира за Шампионската лига.
На 26 октомври 2007 година подписва 4-годишен договор с английския Тотнъм на стойност €6 млн., което го прави и един от най-скъпоплатените специалисти в английския футбол и в света. С Тотнъм печели трофея в турнира за Карлинг Къп. След разгромна победа над Арсенал с 5:1 на полуфинала (най-голямата победа в дербито от 1983 година и първа победа на Тотнъм от 1999) и победа във финала срещу Челси след изпълнение на дузпи. Това е и първо отличие за „Шпорите“ от 1999 година. До есента на 2008 г. води Тотнъм. От декември 2008 г. е треньор на Реал Мадрид.

## Успехи
- Логронес
  - Шампион на Сегунда дивисион 1995 – 96
- Райо Валекано
  - Шампион на Сегунда дивисион 1998 – 99
- Севиля
  - Купата на УЕФА (2) 2005 – 06, 2006 – 07
  - Суперкупа на УЕФА 2006
    - Финалист за Суперкупата на УЕФА 2007

  - Купа на Краля 2006 – 07
  - Суперкупа на Испания 2007
- Тотнъм
  - Карлинг Къп 2007 – 08
  - Втори Най-добър треньор за 2007 г. (след Алекс Фъргюсън, следван от Карло Анчелоти) според Международна федерация по футболна история и статистика (IFFHS) и в анкетата на „World Soccer“[3]